# ФК Слога Югомагнат
Слога Югомагнат е футболен клуб от град Скопие, Северна Македония. Отборът е ставал шампион на страната през 1999, 2000 и 2001. Играят на стадион Чаир (5000 места) със синьо-бели екипи. Основан е през 1927 година. Закрит е през 2009 г. През 2012 г. е създаден нов клуб – ФК Шкупи, който се приема за наследник на Слога. Прякорът на отбора е „Гълъбите“.

## Титли
- Македония Първа Лига
  - Шампион: 1999, 2000, 2001

- Купа на Македония
  - Шампион: 1996, 2000, 2004
  - Финалист: 1997, 1998, 1999, 2001, 2003

## Български футболисти
- Ивайло Аспарухов: 1997/98 - (? мача - 24 гола)